# 박물학

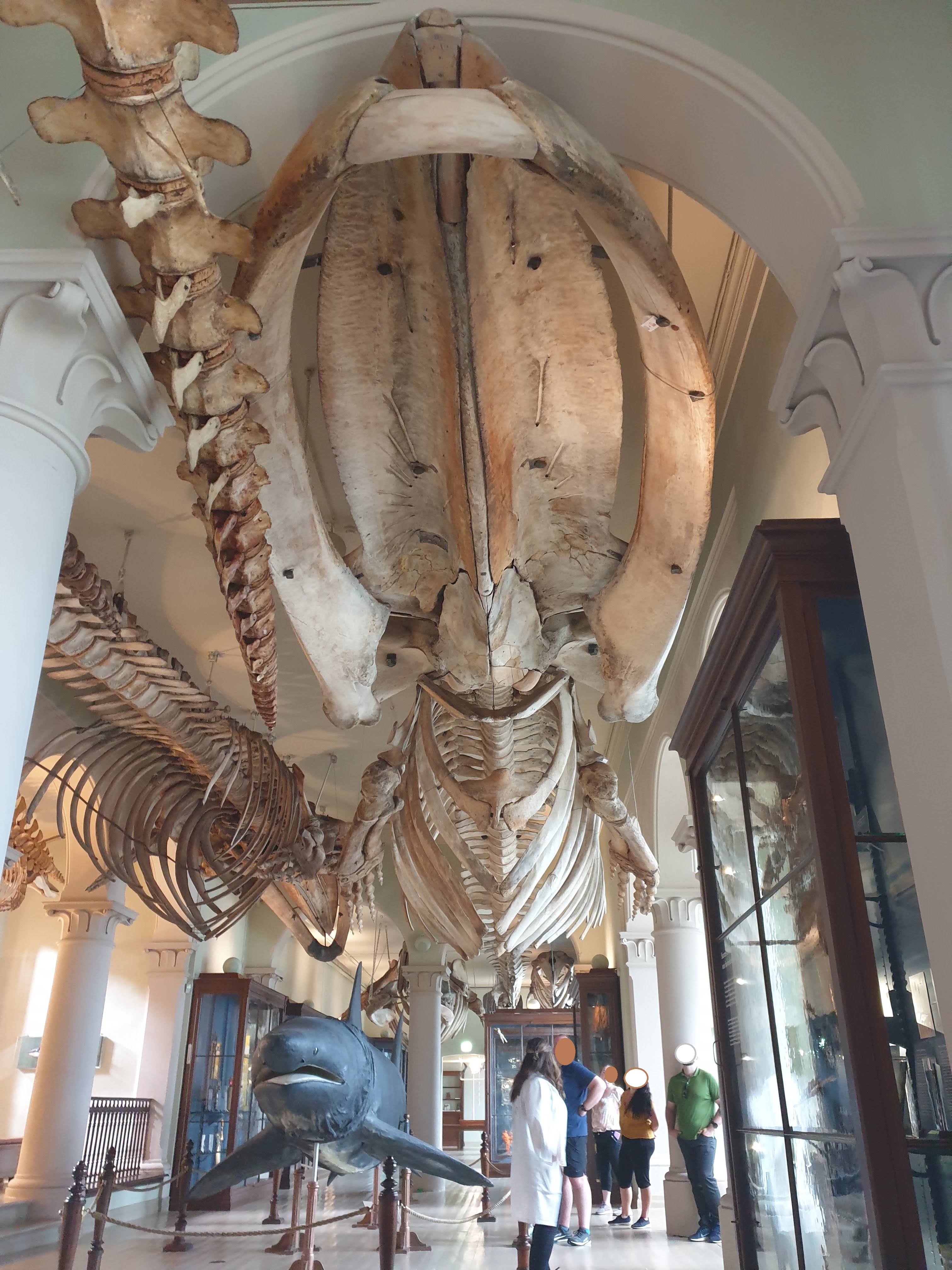

박물학(博物學, 영어: natural history)은 식물과 동물, 광물의 과학적 연구이다. 실험적인 연구 방법이 아닌 관측적인 방법으로 연구해나가는 것으로, 과학 저널 보다는 잡지 위주로 실린다. 자연사(自然史), 곧 박물사(博物史)를 연구하는 것이 이에 해당한다.
박물학을 연구하는 사람을 박물학자(博物學者)라고 부른다.

## 같이 보기
- 생물의 진화 역사
- 진화 사상사
- 자연주의 (철학)
- 자연 연표